# Panasonic Electric Works Tokyo Headquarters Building
Le Panasonic Electric Works Tokyo Headquarters Building (パナソニック電工東京本社ビル) ou anciennement Matsushita Electric Works Head Office est un gratte-ciel de bureaux construit à Tokyo de 2000 à 2003  dans l'arrondissement de Minato-ku. L'immeuble a une hauteur de 120 mètres sur 24 étages et abrite des locaux de la société d'électronique Panasonic.
L'immeuble a été conçu par l'agence d'architecture américaine Kevin Roche John Dinkeloo & Associates et par l'agence japonaise Nihon Sekkei (ja).